# L'Épiphanie (Québec)
Pour l'ancienne municipalité de paroisse de L'Épiphanie, voir L'Épiphanie (paroisse).

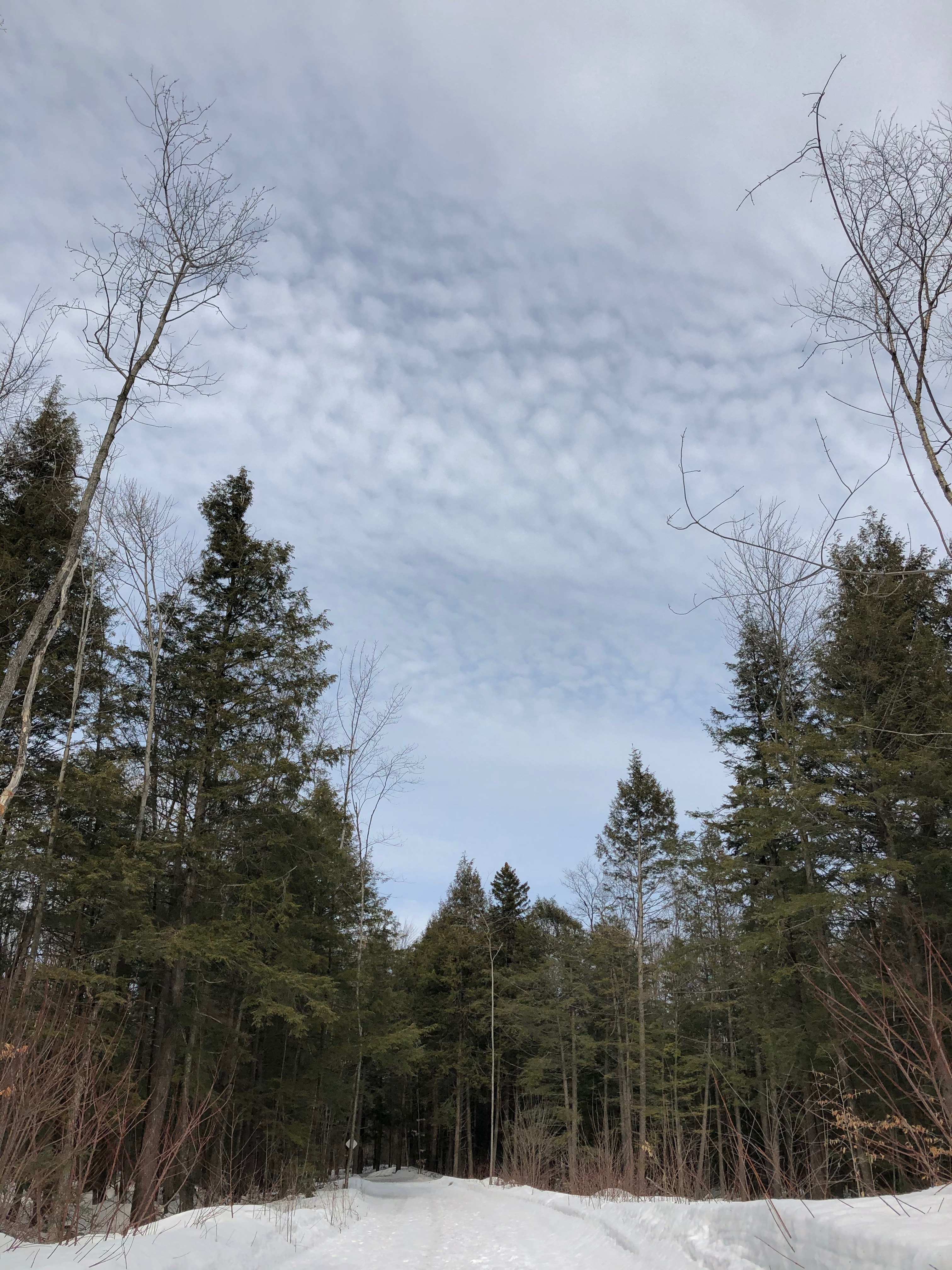
Sentiers de neige à l'Épiphanie

L’Épiphanie est une ville située dans la MRC de L'Assomption dans la région administrative de Lanaudière, au Québec, au Canada. L'Épiphanie a été fondée en 1853.

## Toponymie
Ce nom viendrait de la coutume qui voulait que le tenancier des Sulpiciens venait chercher, chaque année, les redevances des censitaires le jour de l'Épiphanie, le 6 janvier. D'autres prétendent qu'il s'agit de la commémoration de la première messe célébrée à cet endroit, justement un 5 janvier,.

## Géographie
La rivière de l'Achigan délimite le sud-ouest de la municipalité et la traverse vers le sud-est jusqu'à sa confluence avec la rivière L'Assomption. 
La rivière Saint-Esprit traverse la municipalité du nord-ouest au sud-est jusqu'à sa confluence avec la rivière L'Assomption qui délimite le sud-est de la municipalité.
Le ruisseau Saint-Georges, qui coule vers l'est, délimite le nord de la municipalité.

## Démographie
| 2001  | 2006  | 2011  | 2016  | 2021  |
| ----- | ----- | ----- | ----- | ----- |
| 4 208 | 4 606 | 5 353 | 5 493 | 8 883 |

## Administration
Les élections municipales se font en bloc et suivant un découpage de six districts.
| L'Épiphanie Maires depuis 2001                                                                                       | | |          |
| Élection | Maire                                                                                                 | Qualité                                                                                               | Résultat |
| 2001 | Benoît Verstraete                                                                                     | | Voir     |
| 2005 | Benoît Verstraete                                                                                     | Voir                                                                                                  |          |
| 2009 | Benoît Verstraete                                                                                     | Voir                                                                                                  |          |
| 2013 | Steve Plante                                                                                          | | Voir     |
| 2017 | Élection reportée au 30 septembre 2018 en raison du projet de fusion avec la paroisse de L'Épiphanie. | Élection reportée au 30 septembre 2018 en raison du projet de fusion avec la paroisse de L'Épiphanie. | Voir     |
| 2018 | Steve Plante                                                                                          | | Voir     |
| 2021 | Steve Plante                                                                                          | Voir                                                                                                  |          |
| Élection partielle en italique Depuis 2005, les élections sont simultanées dans toutes les municipalités québécoises | | |          |

## Personnalité
- Aglaé (chanteuse)
- Antoine Dufour (guitariste)
- Ghyslain Dufresne (humoriste)
- Jeanne Leblanc (cinéaste)
- Alexandrine Latendresse (femme politique)
- Anique Poitras (écrivaine)

## Parcs et espaces verts
- Parc Au tournant du lac (1993)
- Parc Béram (2014)
- Parc canin
- Parc des Prés (1994)
- Parc Donald-Bricault (1979)
- Parc du Barrage (1992)
- Parc du Croissant (1993)
- Parc Goyette (1986)
- Parc Guy-Melançon (1993)
- Parc Québecor (2009)
- Place de Lussac-les-Châteaux
- Place des Moulins